# Geraecormobius bispinifrons
Geraecormobius bispinifrons is een hooiwagen uit de familie Gonyleptidae.